# Litoria singadanae
Litoria singadanae är en groddjursart som beskrevs av Richards 2005. Litoria singadanae ingår i släktet Litoria och familjen lövgrodor. IUCN kategoriserar arten globalt som otillräckligt studerad. Inga underarter finns listade i Catalogue of Life.